# Extreme Aggression
Extreme Aggression četvrti je studijski album njemačkog thrash metal sastava Kreator. Objavljen je 19. lipnja 1989. godine, a objavila ga je diskografska kuća Noise Records.
Iako je album već stekao veliku popularnost u SADu, ovaj je album upoznao mnoge obožavatelja iz SAD-a Kreatoru, primarno kroz glazbeni spot za pjesmu "Betrayer" koji se emitirao na MTV-evom Headbangers Ball.
Prvobitni omot albuma prikazivao je sliku čovjeka u kupaonici kako se gleda u ogledalo dok mu se lice raspada te maskota sastava izlazi iz njega. Diskografske kuće zamolile su sastav da promijene omot, što je rezultiralo novim, nebrutalnim omotom fotografije sastava iza narančaste pozadine.

## Popis pjesama
| 1. | »Extreme Aggressions«     | 4:43 |
| 2. | »No Reason to Exist«      | 4:34 |
| 3. | »Love Us or Hate Us«      | 3:40 |
| 4. | »Stream of Consciousness« | 3:51 |

| Strana B | Strana B              | Strana B | Strana B | Strana B | Strana B | Strana B | Strana B | Strana B | Strana B |
| Br.      | Skladba               | Trajanje |          |          |          |          |          |          |          |
| -------- | --------------------- | -------- | -------- | -------- | -------- | -------- | -------- | -------- | -------- |
| 5.       | »Some Pain Will Last« | 5:35     |          |          |          |          |          |          |          |
| 6.       | »Betrayer«            | 3:58     |          |          |          |          |          |          |          |
| 7.       | »Don't Trust«         | 3:43     |          |          |          |          |          |          |          |
| 8.       | »Bringer of Torture«  | 2:15     |          |          |          |          |          |          |          |
| 9.       | »Fatal Energy«        | 4:54     |          |          |          |          |          |          |          |
| 37:13    |                       |          |          |          |          |          |          |          |          |

## Recenzije
Extreme Aggression je naišao na uglavnom pozitivne kritike. Jason Anderson, kritičar AllMusica dao je albumu četiri i pol zvjezdice od pet te je napisao: "Rezultati ovog izdanja iz 1989. godine su žestoki i bučni -- prvi veći trud izdanja sastava. Petrozzin i Fiorettijev rad na gitari je bolji nego ikad, i Reilovi bubnjevi su nepopustiljivi te se stalno poboljšavaju.
Nakon reizdanja 2017. godine, Extreme Aggression popeo se na ljestvicu, po prvi puta nakon 28 godina od prvog izdanja, na 90. mjesto njemačke ljestvice. Reizdani album Pleasure to Kill sastava iz 1986. godine, isti dan se popeo na njemačku ljestvicu.
Extreme Aggression našao se na trećem mjestu Loudwireove ljestvice "Thrash albumi koje nije objavila velika četvorka."

## Zasluge
Kreator
- Mille Petrozza – gitara, vokali
- Jörg Trzebiatowski - gitara, prateći vokali
- Roberto Fioretti – bas-gitara, prateći vokali
- Ventor – bubnjevi

Dodatni glazbenici
- Dan Clements – prateći vokali (na pjesmama 6 i 7)
- Greg Saenz – prateći vokali (na pjesmama 6 i 7)

Ostalo osoblje
- Karl-U. Walterbach – izvršni producent
- Steve Hienke – inženjer zvuka
- Edwin Letcher – tipografija
- Martin Becker – fotografija
- Randy Burns – produciranje, inženjer zvuka
- Malbuch – omot albuma